# Polybia ficaria
Polybia ficaria är en getingart som beskrevs av Richards 1978. Polybia ficaria ingår i släktet Polybia och familjen getingar. Inga underarter finns listade i Catalogue of Life.